# Vedea (Giurgiu)
Pour les articles homonymes, voir Vedea (homonymie).
Vedea est une commune du județ de Giurgiu en Roumanie.